# آل ابات اسپیس
آل ابات اسپیس (به انگلیسی: All About Space) یک مجله علمی ماهانه پرطرفدار است که عمدتاً بر رویدادهای کیهانی، نکات نجومی و اکتشافات فضانوردی تمرکز دارد.

## تاریخچه و مشخصات
آل ابات اسپیس برای اولین بار در ژوئن ۲۰۱۲ توسط ناشر بریتانیایی نشریات ایمجین منتشر شد که اولین شماره آن در ۲۸ ژوئن ۲۰۱۲ منتشر گردید. این مجله در ۲۱ اکتبر ۲۰۱۶ توسط فیوچر پی‌ال‌سی تصاحب شد.
دیو هارفیلد سردبیر آل ابات اسپیس بود، این مجله دارای صفحات منظم در خصوص ماموریت‌های فضایی در حال انجام است، و همچنین دارای بخش «فناوری آینده» است که جزئیات قابلیت‌های اکتشاف فناوری آینده فضا را دارد. مجله را می‌توان در قالب چاپ استاندارد یا دیجیتال از طریق زینیو، آی‌تیونز یا گوگل پلی خریداری کرد.
ناشر قبلی، نشریات ایمجین گفته بود که خوانندگان این مجله ۸۰ درصد مرد و ۲۰ درصد زن است. میانگین گروه سنی ۲۲ تا ۴۵ سال و خوانندگان از طبقه فرادست هستند.